# Западная Батха
Западная Батха (араб. البطحة الغربية‎, фр. Batha Ouest) — один из трёх департаментов административного региона Батха в республике Чад. Столица департамента расположена в городе Ати.

## Население
По данным переписи населения, в 2009 году в департаменте проживали 197 712 человек (97 760 мужчин и 99 952 женщины). По другим данным, в 2012 году количество населения департамента Западная Батха составляло 222 243 человека.

## Административное деление
Департамент Западная Батха включает в себя 4 подпрефектуры:
- Ати (фр. Ati)
- Джедда (фр. Djedda)
- Хиджилидже (фр. Hidjilidje)
- Кундзуру (фр. Koundjourou)

## Префекты
Префекты Западной Батхи (с 2002 года):
- С 9 октября 2008 года: Мута М'Боду (фр. Mouta M'Bodou)[3]